# メイブル・ジョン
メイブル・ジョン（Mable John、1930年11月3日 - 2022年8月26日）は、アメリカ合衆国の女性ソウル・シンガー。ルイジアナ州出身。「フィーヴァー」などのヒット曲で知られるリトル・ウィリー・ジョンは実弟である。

## 来歴
タムラ・モータウン・レコードやスタックス・レコードなどに録音を残している。ベリー・ゴーディのタムラ・モータウンが初めて契約した女性歌手である。1960年代後半にはスタックス・レコードに移籍し、1966年に「ユア・グッド・シング・イズ・アバウト・トゥ・エンド」がR&Bチャート6位まで上昇した。 

## ディスコグラフィ

### アルバム
- Stay Out of the Kitchen (1966, Stax)

### シングル
- "Who Wouldn't Love a Man Like That?" (1960, Tamla)
- "(I Guess There's) No Love" (1960)
- "Actions Speak Louder Than Words" (1961)
- "Your Good Thing Is About to End" (1966, Stax) R&B: #6 US: #95
- "You're Taking Up Another Man's Place" (1966)
- "Same Time, Same Place" (1967)
- "I'm a Big Girl Now" (1967)
- "Don't Hit Me No More" (1967)
- "Able Mable" (1968)
- "Running Out" (1968)